# Diecezja Tallinna
Diecezja Tallinna (do 2024 Administratura Apostolska Estonii, łac. Apostolica Administratio Estoniensis) – diecezja dla katolików obrządku łacińskiego oraz jednostka podziału terytorialnego estońskiego Kościoła katolickiego. Utworzona 1 listopada 1924 przez Piusa XI jako administratura apostolska obejmująca swoim zasięgiem całą Estonię. Podniesiona przez papieża Franciszka do rangi diecezji 26 września 2024.

## Historia
Dnia 2 lutego 1920 Estonia ogłosiła niepodległość. W 1924 papież Pius XI chcąc uniezależnić katolików estońskich spod jurysdykcji archidiecezji ryskiej utworzył Administraturę Apostolską z siedzibą w Tallinnie.
Przełomowym wydarzeniem w rozwoju Kościoła katolickiego w Estonii było wyświęcenie w 1936 pierwszego biskupa pochodzącego z tego kraju. Przed rozpoczęciem II wojny światowej liczba katolików w Estonii szacowana była na około 5 tysięcy, z czego najwięcej z nich mieszkało w stolicy kraju – Tallinnie (2333), Tartu (1073), Narwie (ok. 600) i Valdze (ok. 800). W 1939, kraj znalazł się pod okupacją sowiecką, co rozpoczęło prześladowania tutejszej wspólnoty katolickiej. Aresztowano m.in. abpa Eduarda Profittlicha, który zmarł w więzieniu w 1942 roku. Zamknięto wszystkie świątynie pozostawiając czynne jedynie dwa kościoły.
Po ponownym ogłoszeniu niepodległości przez Estonię w 1990 kraj ten nawiązał ponownie stosunki dyplomatyczne ze Stolicą Apostolską. Dnia 10 września 1993 Jan Paweł II odbył podróż apostolską do Estonii, która była pierwszą w historii tego kraju.
W 2018 roku papież Franciszek odbył podróż apostolską do Estonii.
W 2024 na mocy decyzji papieża Franciszka została podniesiona do rangi diecezji.